# Viola roccabrunensis
Viola roccabrunensis är en violväxtart som beskrevs av Espeut. Viola roccabrunensis ingår i släktet violer, och familjen violväxter. Inga underarter finns listade i Catalogue of Life.